# Цистозейра
Цистозейра (Cystoseira) — рід бурих водоростей (Phaeophyceae).
Цистозейра характеризується сильно диференційованими базальними та апікальними частинами та наявністю сполучених пневматоцист (повітряних везикул, що дозволяють водорості триматися на поверхні). Старі водорості мають довгі головні осі та пропорційно довгі первинні бічні вирости. Нижні частини плоскі, формуючи структури, подібні до листя рослин. Відтворні органи розташовані на кінцях гілок.

## Видовий склад
- Cystoseira baccata
- Cystoseira barbata — Цистозейра бородата
- Cystoseira compressa
- Cystoseira concatenata
- Cystoseira discors
- Cystoseira foeniculacea
- Cystoseira geminata
- Cystoseira granulata
- Cystoseira mediterranea
- Cystoseira myriophylloides
- Cystoseira neglecta
- Cystoseira osmundacea
- Cystoseira sauvageauiana
- Cystoseira schiffneri
- Cystoseira sedoides
- Cystoseira setchellii
- Cystoseira tamariscifolia